# Макрей, Стивен
Стивен Макрей (англ. Steven McRae; род. 19 декабря 1985, Сидней) — австралийский артист балета, премьер Королевского балета в Лондоне.

## Ранние годы
Стивен Макрей вырос в пригороде Сиднея Пламптоне в семье дрэг-рейсера. Он начал танцевать в семь лет, когда посмотрел за уроком танцев своей старшей сестры. Он стал заниматься балетом и чечёткой. Вскоре он был представлен для участия в конкурсах исполнительского искусства в Австралии (Эйстетвод). К подростковому возрасту Стивен Макрей, уже будучи чрезвычайно способным таппером, знал, что его будущее связано с танцами, и совершенствовал мастерство на протяжении всей средней школы.
В 2002 году, в возрасте 16 лет, он выиграл золотую медаль на Genée 2002, проходившем в Сиднее в том же году. В 2003 году, в возрасте 17 лет, он выиграл приз Лозанны в Швейцарии, получил стипендию и поступил в Королевскую балетную школу в Лондоне.

## Карьера
Он стал артистом Королевского балета в 2004 году. В 2005 году он впервые в карьере был повышен до звания первого артиста, а затем и до солиста в 2006 году. В 2008 году Макрей стал первым солистом, а в 2009 году — премьером. The Guardian назвал Макрея «современным Фредом Астером». В 2014 году он получил награду «Молодому австралийскому деятелю года в Великобритании» за работу с Королевским балетом.
В 2005 году, во время своего первого сезона в Королевском балете, Макрею посчастливилось танцевать «Симфонические вариации» Фредерика Эштона, которые являются культовым произведением Королевского балета. «Симфонические вариации» были первым произведением Эштона после Второй мировой войны и одним из первых произведений труппы, исполненных на главной сцене Королевского оперного театра.

## На сцене
В 2011 году Макрей исполнил роль Болванщика в балете Кристофера Уилдона «Алиса в стране чудес» в Королевском театре. В 2014 году он исполнил роль принца Флоризеля в новом балете Кристофера Уилдона «Зимняя сказка».
В 2016 году Макрей исполнил роль Монстра в балете Лиама Скарлетта по сюжету романа «Франкенштейн» Мэри Шелли.

## Травмы
В январе 2008 года, в возрасте 22 лет, Макрей порвал ахиллово сухожилие, и ему сказали, что он не только никогда больше не будет танцевать, но и будет постоянно хромать. Он нашёл «самого невероятного» шведского хирурга, и за один год сумел восстановиться, вернувшись в конце 2008 года.
Он начал занятия по реабилитации со своим тренером Лесли Кольер и психологической реабилитации, а также получил степень бакалавра с отличием в области управления бизнесом.
Он до сих пор работает с Лесли Кольер, солисткой Королевского балета с 1972 по 1995 годы и наставником с 2000 года.
Во время выступления в октябре 2019 года Макрей снова порвал ахиллесово сухожилие, он вернулся к выступлениям в октябре 2021 года.

## Работа в кино
Макрей снялся в «Кошках», снятому по произведению «Популярная наука о кошках, написанная Старым Опоссумом». Он также принял участие в шоу программы Би-би-си Men at the Barre.

## Стиль
Макрея во время исполнения отмечают за его скорость, также среди специалистов подчёркивается рыжий цвет его волос.

## Личная жизнь
Макрей женат на Элизабет Харрод, солистке Королевского балета. У пары есть дочь Одри Блюбелл, родившаяся в декабре 2014 года, и два сына, Фредерик Чарльз, родившийся в ноябре 2016 года, и Руперт Джордж, родившийся в августе 2019 года.

## Репертуар
- Алиса в стране чудес : Безумный шляпник
- Sweet Violets : Джек
- Гензель и Гретель : Песочный человек
- Франкенштейн : Монстр
- Лебединое озеро : Зигфрид[18]
- Жизель: Альберт
- Ромео и Джульетта : Ромео
- Манон: Гриё
- Спящая красавица : Принц Флоримунд
- Майерлинг : кронпринц Рудольф
- Щелкунчик : Фея Драже

## Награды
- 2002: Международный конкурс артистов балета Genée, Золотая медаль[12].
- 2003: Приз Лозанны
- 2007: Начинающий артист балета (классический балет)[16]
- 2012: Награда лучшему исполнителю Critics 'Circle Dance Awards.
- 2014: Награда лучшему молодому австралийцу, достигшему успеха в Великобритании